# 박김영희
박김영희(朴金英喜, 1961년 3월 8일 ~ )는 대한민국 기업인이며 사회운동가, 장애인운동가이다.

## 주요 이력
강원도 명주군 묵호읍(現 강원특별자치도 동해시)에서 출생하여 지난날 한때 강원도 삼척군 북평읍(現 강원특별자치도 삼척시)에서 잠시 유아기를 보낸 적이 있는 그녀는 前 민주노동당 당무위원 겸 장애인차별철폐운동본부장 등을 역임했으며, 장애인이동권연대 공동대표와 진보신당 부대표를 맡았다.
2008년 총선에 진보신당의 비례대표 후보 1번으로 출마하였으나, 진보신당이 3%에 근소하게 미달하는 정당 득표를 하여 낙선하였다. 2012년 총선에서는 통합진보당의 비례대표로 출마하였으나 사퇴하여 현재는 정치 활동을 하고 있지 않다.

## 약력
- 1997년 '국제장애여성리더십포럼' 한국대표단 단장
- 1998년 장애여성공감 상임대표
- 2002년 장애인이동권연대회의 공동대표
- 2003년 장애여성독립생활센타 ‘숨’ 소장
- 2004년 장애인차별금지법추진연대 공동대표
- 2006년 시민방송국RTV 운영위원
- 2007년 전국장애인차별철폐연대의 반성폭력위원회 위원
- 2008년 전국장애인차별철폐연대의 공동대표
- 2008년 진보신당 제18대 총선 비례대표 1번
- 2008년 진보신당 공동대표
- 2009년 진보신당 부대표

## 역대 선거 결과
|  | 2.94% |

|  | 10.30% |